# Areas trigonalis
Areas trigonalis là một loài bướm đêm thuộc phân họ Arctiinae, họ Erebidae.